# Marionnettes des Champs-Élysées

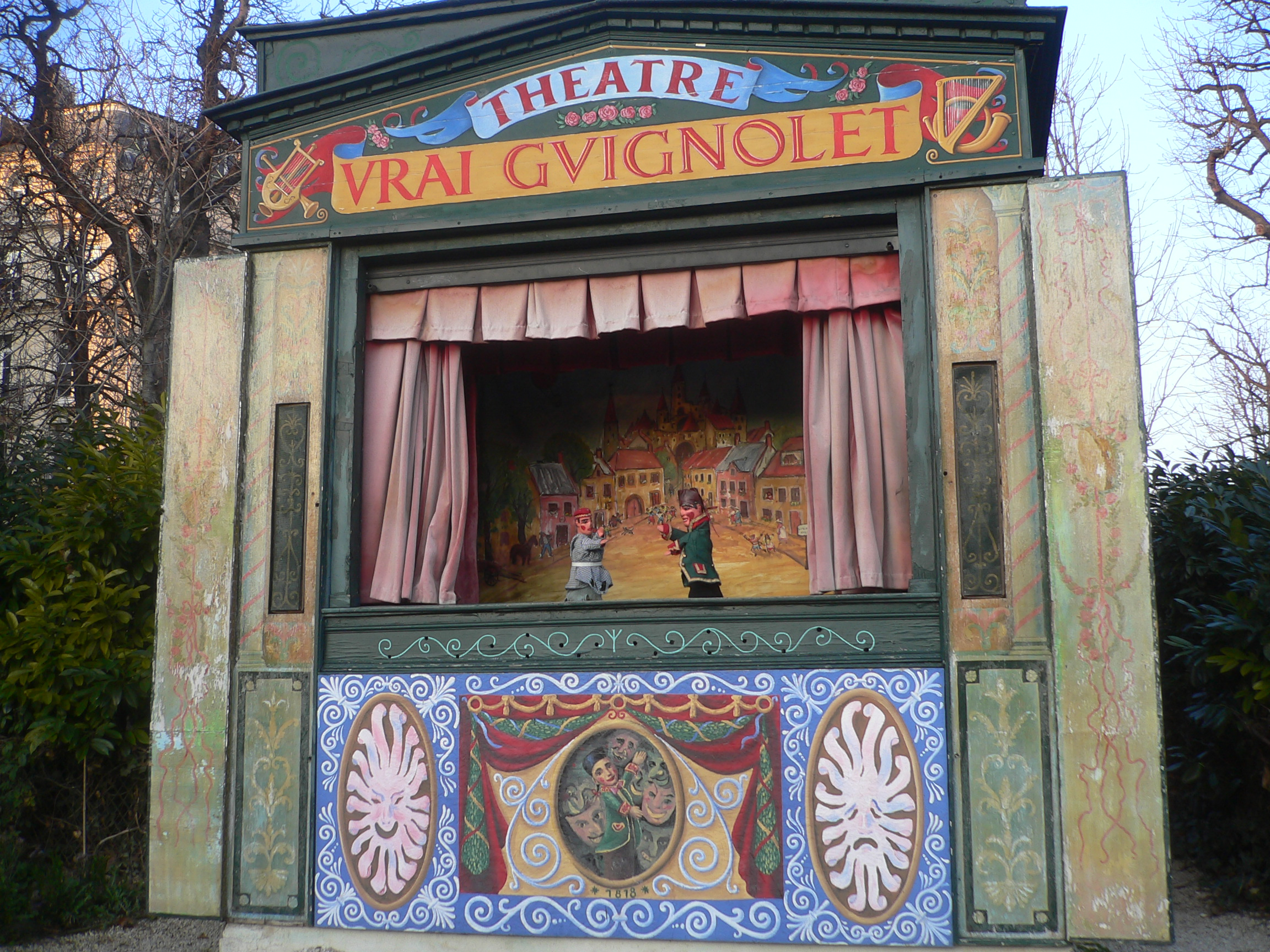
Le vrai Guignolet (el auténtico guiñolito)

El teatro al aire libre Marionnettes des Champs-Élysées también conocido como Le vrai Guignolet está situado en el Rond-point des Champs-Élysées (Rotonda de la Avenida de los Campos Elíseos), en París, y es el guiñol más antiguo de la ciudad.
Fue fundado en 1818 por la familia Guentleur y pasó de padres a hijos hasta 1979, año en el que empezó a ser dirigido por el español José Luis González. Desde entonces ha realizado giras por distintos países.